# Chuandongocoelurus
Chuandongocoelurus — рід вимерлих ящеротазових динозаврів з надродини Megalosauroidea, групи тероподів, що жили в середньоюрському періоді (близько 168–160 млн років тому), на території нинішньої Азії. Скам'янілості тероподів були знайдені в місцевості Chuandong у провінції Сичуань, Китай. Вперше описаний китайським палеонтологом Хе в 1984 р. Представлений одним видом — Chuandongocoelurus primitivus.